# Przypowieść o bogaczu (obraz Rembrandta)
Przypowieść o bogaczu (Lichwiarz) – obraz Rembrandta datowany na rok 1627.

Obraz jest ilustracją przypowieści o bogaczu zaczerpniętej z Nowego Testamentu z Ewangelii Łukasza (Ł 12 16–21). Przypowieść opowiada o rolniku, któremu obrodziły plony i nie miał gdzie ich pomieścić. Postanowił zburzyć mniejsze spichlerze i wybudować większe, a mając zapasy na kilka lat planował przez ten czas odpoczywać i korzystać z bogactw. Wówczas:

...Bóg rzekł do niego: «Głupcze, jeszcze tej nocy zażądają twojej duszy od ciebie; komu więc przypadnie to, coś przygotował?» Tak dzieje się z każdym, kto skarby gromadzi dla siebie, a nie jest bogaty przed Bogiem.

Obraz powstał w pierwszych latach twórczości Rembrandta, w okresie lejdejskim (1625-1631), gdy miał jedynie 21 lat. Widać w nim wpływy malarstwa Caravaggia i fascynację operowania światłem. Inspiracją dla artysty był obraz Gerrita van Honthorsa z 1623 roku, Staruszka przyglądająca się monecie. Na płótnie ukazany jest starzec siedzący wśród ksiąg rachunkowych. Przed sobą, na stole trzyma lampę – jedyne źródło światła, a w drugiej ręce dzierży ostatnią zarobioną monetę, którą uważnie ogląda. Blask światła pada na jego twarz i bogaty strój. Ma wydobywać jego niegodziwe postępowanie.
Temat bogacza był podejmowany przez wielu artystów m.in. przez Jana Luykena, Jamesa Tissota, czy Davida Teniersa.